# Frankenau-Unterpullendorf
Frankenau-Unterpullendorf (chorvatsky: Frakanava-Dolnja Pulja, maďarsky: Franko-Alsópulya) je obec v okrese Oberpullendorf, spolkové zemi Burgenland, v Rakousku.

## Základní údaje o obci
Obec je od sloučení v roce 1971 složena ze čtyř vesnic (názvy jsou uvedeny německy/chorvatsky a počet obyvatel v závorkách k 31. 10. 2011) :
- Frankenau / Frankanava (448)
- Großmutschen / Mučindrof (154)
- Kleinmutschen / Pervane (123)
- Unterpullendorf / Dolnja Pulja (467)

K 1. 1. 2014 zde žilo celkem 1157 obyvatel, z nichž přibližně 80 % (925) bylo z etnické skupiny Burgenland-Chorvatů.

## Geografie
Obec se nachází ve střední části Burgenlandu na potoku Schwarzenbach. Celková rozloha je 29,92 km2.
Nadmořská výška obce je v rozmezí od 220 do 240 m. Ve vesnici Unterpullendorf se také nachází zeměpisný střed spolkové země Burgenland.
Vesnicí Unterpullendorf prochází zemská silnice B61, nazývaná Günser Straße. Ostatními vesnicemi pak prochází silnice L225 - nazývaná Lutzmannsburger Landesstraße.

### Sousední obce
| Růžice kompasu | Oberpullendorf             | Großwarasdorf             | Nikitsch      | Růžice kompasu |
| Růžice kompasu | Steinberg-Dörfl            | Sever                     | Lutzmannsburg | Růžice kompasu |
| Růžice kompasu | Steinberg-Dörfl            | Frankenau-Unterpullendorf | Lutzmannsburg | Růžice kompasu |
| Růžice kompasu | Steinberg-Dörfl            | Jih                       | Lutzmannsburg | Růžice kompasu |
| Růžice kompasu | Mannersdorf an der Rabnitz | Peresznye (Maďarsko)      |               | Růžice kompasu |

## Historie
V období př. n. l. byla oblast součástí keltského království Noricum a patřila ke keltskému hradišti, které leželo u Schwarzenbachu. Později, pod Římany, pak byla dnešní místa Frankenau a Unterpullendorf v provincii Panonie.
Až do roku 1920 byla obec součástí Maďarska. Na základě smlouvy ze St. Germain a Trianonu se Frankenau-Unterpullendorf stala od roku 1921 součástí Burgenlandu.

## Zajímavosti
- Římskokatolický farní kostel v novorománském slohu - postaven v roce 1877 a restaurován v roce 1975.